# Турков, Денис Ильич
Денис Ильич Турков (1904—1943) — старшина Рабоче-крестьянской Красной Армии, участник Великой Отечественной войны, Герой Советского Союза (1944).

## Биография
Денис Турков родился 23 августа 1904 года в деревне Бровкино (ныне — Вяземский район Смоленской области). После окончания четырёх классов школы работал бригадиром плотников. В 1926—1929 годах служил в Рабоче-крестьянской Красной Армии, окончил полковую школу. В июне 1941 года Турков был призван на службу в Рабоче-крестьянскую Красную Армию. С августа того же года — на фронтах Великой Отечественной войны. В боях был ранен.
К сентябрю 1943 года гвардии старшина Денис Турков был помощником командира сапёрного взвода 221-го гвардейского стрелкового полка 77-й гвардейской стрелковой дивизии 61-й армии Центрального фронта. Отличился во время битвы за Днепр. В конце сентября 1943 года Турков организовал работу по сбору переправочных средств — плотов, лодок, парома. Во время переправы через Днепр в районе деревни Галки Брагинского района Гомельской области Белорусской ССР Турков заменил собой выбывшего из строя командира взвода и успешно доставлял на плацдарм на западном берегу реки подкрепление и боеприпасы, эвакуировал раненых. 28 сентября 1943 года он погиб в бою. Похоронен в братской могиле в селе Неданчичи Репкинского района Черниговской области Украины.
Указом Президиума Верховного Совета СССР «О присвоении звания Героя Советского Союза генералам, офицерскому, сержантскому и рядовому составу Красной Армии» от 15 января 1944 года за «образцовое выполнение боевых заданий командования по форсированию реки Днепр и проявленные при этом мужество и героизм» гвардии старшина Денис Турков посмертно был удостоен высокого звания Героя Советского Союза. Также был награждён орденом Ленина и рядом медалей.